# NGC 6034
NGC 6034 este o radiogalaxie situată în constelația Hercule. A fost descoperită în 19 iunie 1886 de către Lewis A. Swift.